# Sigvard Christiansen
Magnus Sigvard Mathias Christiansen (18. listopadu 1866, Kangersuatsiaq – ?) byl grónský lovec a zemský rada zasedající v druhé severogrónské zemské radě.

## Životopis
Sigvard Christiansen byl synem polovičního Dána Ole Petera Christiansena (1833–1880) a jeho grónské manželky Amalie Marie Uthelie (1834–1884). Byl třikrát ženatý. Jeho první manželka Kathrine Lydie Elisabeth Svendsenová (1863–1889), s níž se oženil 18. února 1888 ve svém rodném městě, zemřela krátce po svatbě. Byla sestrou zemského rady Jana Svendsena. Poté se 19. března 1894 v Tasiusaqu oženil s Johanne Katrine Juliane Sarou Jensenovou (1874–1912). Z tohoto manželství se narodilo devět dětí, z nichž dvě se narodily mrtvé a další syn zemřel v raném věku. Prostřednictvím nejmladšího syna z tohoto manželství je dědečkem politika Vilhelma Christiansena. Po smrti své druhé ženy se 15. dubna 1913 v Kangersuatsiaqu oženil s Kristine Justine Louise Thomasenovou (1881–1932), s níž měl další dvě děti.
Sigvard Christiansen byl lovec. V roce 1917 byl zvolen do Severogrónské zemské rady. Do konce volebního období v roce 1922 vynechal dvě zasedání v letech 1917 a 1919, aniž by byl zastoupen náhradníkem.